# Scopocira
Scopocira Simon, 1900 è un genere di ragni appartenente alla famiglia Salticidae.

## Distribuzione
Le nove specie note di questo genere sono diffuse da Panama, con la specie endemica S. panamena, a pressoché tutta l'America meridionale, con prevalenza per il Brasile.

## Tassonomia
Considerato un sinonimo anteriore di Suaruna Mello-Leitão, 1945 da una ricerca dell'aracnologa Galiano del 1958; e anche sinonimo anteriore di Paranaia Mello-Leitão, 1941 da un altro studio della Galiano del 1981.
A maggio 2010, si compone di nove specie:
- Scopocira atypica Mello-Leitão, 1922 — Brasile
- Scopocira carinata Crane, 1945 — Guyana
- Scopocira dentichelis Simon, 1900[2]  — Venezuela
- Scopocira fuscimana (Mello-Leitão, 1941) — Brasile
- Scopocira histrio Simon, 1900 — Brasile, Argentina
- Scopocira melanops (Taczanowski, 1871) — Perù, Guyana
- Scopocira panamena Chamberlin & Ivie, 1936 — Panama
- Scopocira tenella Simon, 1900 — Brasile
- Scopocira vivida (Peckham & Peckham, 1901) — Brasile